# The Missouri Breaks
The Missouri Breaks (br: Duelo de Gigantes / pt: Duelo no Missouri) é um filme estadunidense de 1976 do gênero faroeste, dirigido por Arthur Penn.
A produção marca o encontro nas telas de dois dos mais populares e premiados atores do cinema americano da época, Marlon Brando e Jack Nicholson. O roteiro é de Thomas McGuane e a trilha sonora é de John Williams.
O título se refere à uma região acidentada no centro-norte de Montana, escavada pela águas do Rio Missouri, que erode as rochas do entorno e forma grandes porções submersas de sedimento, os "breaks", que, conforme mostrado no filme, permitiam a travessia do grande rio por parte de cavaleiros com suas montarias, um tanto perigosa e traiçoeira devido à pouca firmeza do fundo arenoso e por isso, em geral, só tentada por índios, fugitivos e bandoleiros. 

## Elenco principal
- Marlon Brando... Robert E. Lee Clayton
- Jack Nicholson...	Tom Logan
- Randy Quaid...Little Tod
- Kathleen Lloyd...	Jane Braxton
- Frederic Forrest...Cary
- Harry Dean Stanton...Calvin
- John McLiam...David Braxton
- Steve Franken

## Sinopse
O filme se passa por volta de 1880 e começa com o poderoso e soturno fazendeiro viúvo de Montana David Braxton enforcando sem julgamento um jovem ladrão de cavalos. O líder da gangue dos bandoleiros, Tom Logan, percebe que ele e seus homens devem mudar seu modo de agir, pois sentem que a região tornou-se perigosa para os fora-da-lei. Os bandidos então executam um assalto a um trem de passageiros, tentando fazerem-se passar pelo bando de Jesse James. Com o dinheiro roubado compram um rancho na vizinhança de David Braxton. A intenção é manter os cavalos que roubam ali por um tempo, até que as marcas dos proprietários desapareçam e eles possam negociá-los no Kansas. No entanto, em vingança pela morte de seu comparsa, os bandidos capturam e enforcam o maldoso capataz de Braxton. Para o lugar dele, Braxton manda buscar então o pistoleiro de aluguel (chamado no filme de "regulator") do Wyoming, o excêntrico Robert E. Lee Clayton.
Clayton de imediato desconfia de Logan, e passa a vigiá-lo à distância, buscando evidências de que de fato são os homens que roubam o gado na região e com isso, justiçá-los.